# Antony Read
Sir John Antony Jervis Read, GCB, CBE, DSO, MC (* 10. September 1913 in London; † 22. September 2000) war ein britischer Offizier der British Army, der unter anderem als General zwischen 1969 und 1973 Generalquartiermeister des Heeres sowie von 1973 bis 1974 Kommandant des Royal College of Defence Studies (RCDS) war. Er war darüber hinaus von 1975 bis 1981 Gouverneur des Royal Hospital Chelsea.

## Leben
John Antony Jervis Read, Sohn von John Dale Read, begann nach dem Besuch des renommierten Winchester College eine Offiziersausbildung am Royal Military College Sandhurst. Nach deren Beendung trat er 1918 als Leutnant (Second Lieutenant) in das Leichte Infanterieregiment Oxfordshire and Buckinghamshire Light Infantry und fand zahlreiche Verwendungen als Offizier und Stabsoffizier. Während des Zweiten Weltkrieges wurde ihm 1941 das Military Cross (MC) sowie 1945 der Distinguished Service Order (DSO) verliehen. Nach Kriegsende folgten verschiedene weitere Verwendungen in der British Army wie zum Beispiel als Kommandeur (Commanding Officer) des Gambia Regiment sowie als Kommandeur des 1. Bataillons der Oxfordshire and Buckinghamshire Light Infantry. Für seine Verdienste folgte 1957 die Verleihung des Offizierskreuzes (Officer) des Order of the British Empire (OBE). 
Als Brigadegeneral (Brigadier) war Read zwischen November 1957 und Juli 1959 Kommandeur der auf Zypern stationierten 3. Brigade und wurde 1959 Commander des Order of the British Empire (CBE). Im Anschluss war er von Oktober 1959 bis April 1962 Kommandant der Infanterieschule (School of Infantry) in Warminster. Als Generalmajor (Major-General) löste er im Mai 1962 Generalmajor Henry Hovell-Thurlow-Cumming-Bruce, 7. Baron Thurlow als Kommandierender General (General Officer Commanding) der 50. Infanteriedivision (50th (Northumbrian) Division) und verblieb auf diesem Posten bis März 1964, woraufhin Generalmajor Richard Keith-Jones seine Nachfolge antrat. Danach bekleidete er von April 1964 bis Juli 1966 den Posten als stellvertretender Generalquartiermeister  (Vice-Quartermaster-General). Während dieser Zeit wurde er 1965 auch Companion des Order of the Bath (CB).
Antony Read wurde als Generalleutnant (Lieutenant-General) im Juli 1966 Nachfolger von Generalleutnant Richard Craddock Oberkommandierender des Heereskommandos West (General Officer Commanding-in-Chief, Western Command) und bekleidete diesen Posten bis Juli 1969, woraufhin Generalleutnant Napier Crookenden seine dortige Nachfolge antrat. Am 1. Januar 1967 wurde er zum Knight Commander des Order of the Bath (KCB) geschlagen, so dass er fortan den Namenszusatz „Sir“ führte. Zuletzt wurde er zum General befördert und löste im September 1969 General Alan Jolly als Generalquartiermeister des Heeres (Quartermaster-General to the Forces) ab. Dieses Amt hatte er bis Januar 1973 inne und wurde danach von General William Jackson abgelöst. Am 3. Juni 1972 wurde er auch zum Knight Grand Cross des Order of the Bath (GCB) erhoben. 1973 übernahm er von General Mervyn Butler die Funktion als Kommandant des Royal College of Defence Studies (RCDS) und verblieb in dieser bis 1974, woraufhin Air Chief Marshal John Barraclough seine Nachfolge antrat. In seinem Ruhestand engagierte er sich als Nachfolger von General Charles Phibbs Jones von 1975 bis zu seiner Ablösung durch Robert Ford 1981 als Gouverneur des Royal Hospital Chelsea, ein Altersheim für ausgediente und kriegsinvalide Soldaten der British Army in London.